# Herur, Devadurga
Herur là một làng thuộc tehsil Devadurga, huyện Raichur, bang Karnataka, Ấn Độ.